# Bombay Bicycle Club
Bombay Bicycle Club – brytyjski zespół muzyczny grający indie rock pochodzący z dzielnicy Londynu Crouch End. 

## Skład
- Jack Steadman – śpiew, gitara, ksylofon, banjo, trójkąt
- Jamie MacColl – gitara, wokal wspierający, banjo, theremin
- Ed Nash – gitara basowa, keyboard, wokal wspierający, mandolina
- Suren de Saram – perkusja, gitara, wokal wspierający

## Dyskografia

### Albumy studyjne
| Rok  | Album | Pozycja na liście | Pozycja na liście | Pozycja na liście | Pozycja na liście | Pozycja na liście | Pozycja na liście |
| Rok  | Album | UK                | AUS               | AUT               | GER               | IRL               | US                |
| ---- | --- | ----------------- | ----------------- | ----------------- | ----------------- | ----------------- | ----------------- |
| 2009 | I Had the Blues But I Shook Them Loose - Data: 3 lipca 2009 - Wydawca: Island Records - Format: CD, Digital download | 46                | —                 | —                 | —                 | —                 | —                 |
| 2010 | Flaws - Data: 9 lipca 2010 - Wydawca: Island Records - Format: CD, Digital download                                  | 8                 | —                 | —                 | —                 | 95                | —                 |
| 2011 | A Different Kind of Fix - Data: 26 sierpnia 2011 - Wydawca: Island Records - Format: CD, Digital download            | 6                 | —                 | 65                | 84                | 18                | —                 |
| 2014 | So Long, See You Tomorrow - Data: 3 lutego 2014 - Wydawca: Island Records - Format: CD, Digital download             | 1                 | 36                | —                 | 78                | 8                 | 101               |
| 2020 | Everything Else Has Gone Wrong - Data: 17 stycznia 2020 - Wydawca:                                                   |                   |                   |                   |                   |                   |                   |

### Single
| Rok  | Singiel                              | Pozycja | Album                                  |
| Rok  | Singiel                              | UK      | Album                                  |
| ---- | ------------------------------------ | ------- | -------------------------------------- |
| 2008 | „Evening/Morning”                    | —       | I Had The Blues But I Shook Them Loose |
| 2009 | „Always Like This”                   | 97      | I Had The Blues But I Shook Them Loose |
| 2009 | „Dust on the Ground”                 | —       | I Had The Blues But I Shook Them Loose |
| 2009 | „Magnet”                             | —       | I Had The Blues But I Shook Them Loose |
| 2010 | „Ivy & Gold / Flaws”                 | 56      | Flaws                                  |
| 2010 | „Rinse Me Down / Dorcas”             | —       | Flaws                                  |
| 2011 | „Shuffle”                            | 64      | A Different Kind of Fix                |
| 2011 | „Lights Out, Words Gone”             | 89      | A Different Kind of Fix                |
| 2013 | „Carry me”                           | 81      | So Long, See You Tomorrow              |
| 2014 | „Luna”                               | 78      | So Long, See You Tomorrow              |
| 2014 | „Feel”                               | 75      | So Long, See You Tomorrow              |
| 2014 | „Come to”                            | —       | So Long, See You Tomorrow              |
| 2014 | „Home by Now”                        | —       | So Long, See You Tomorrow              |
| 2019 | „Eat, Sleep, Wake (Nothing But You)” | —       | —                                      |

### Minialbumy
| Rok  | minialbum                    | Data wydania    | Wytwórnia      |
| ---- | ---------------------------- | --------------- | -------------- |
| 2007 | The Boy I Used to Be         | 12 lutego       | Mmm...Records  |
| 2007 | How We Are                   | 29 października | Mmm...Records  |
| 2010 | iTunes Festival: London 2010 | 28 lipca        | Island Records |